# های فالز (روچستر)
آبشار های (روچستر) (به انگلیسی: High Falls (Rochester, New York)) آبشاری است که در (نیویورک (ایالت)، ایالات متحده آمریکا) واقع شده و ارتفاع کلی ریزشگاه آن ۹۶ پا (۵۲ متر) است.